# Polyceratocarpus
Polyceratocarpus là một chi thực vật thuộc họ Annonaceae.

## Phân bố
Các loài là bản địa châu Phi; bao gồm Cabinda (Angola), Cameroon, Cộng hòa Trung Phi, Cộng hòa Congo, Gabon, Ghana, Ivory Coast, Liberia, Nigeria, Tanzania, Cộng hòa Dân chủ Congo (Zaïre).

## Các loài
Chi này có các loài sau:
- Polyceratocarpus angustifolius Paiva, 1966
- Polyceratocarpus askhambryan-iringae A.R.Marshall & D.M.Johnson, 2016
- Polyceratocarpus germainii Boutique, 1951
- Polyceratocarpus gossweileri (Exell) Paiva, 1966
- Polyceratocarpus laurifolius Paiva, 1966
- Polyceratocarpus microtrichus (Engl. & Diels) Ghesq. ex Pellegr., 1950
- Polyceratocarpus parviflorus (Baker f.) Ghesq., 1939
- Polyceratocarpus pellegrinii Le Thomas, 1965
- Polyceratocarpus scheffleri Engl. & Diels, 1900
- Polyceratocarpus vermoesenii Robyns & Ghesq., 1933